# SS Faja de Oro
Le SS Faja de Oro est un pétrolier construit en 1914. Il a navigué pour un certain nombre de compagnies et a passé sans encombre la Première Guerre mondiale, avant d'être torpillé et coulé par un sous-marin allemand pendant la Seconde Guerre mondiale alors qu'il naviguait sous pavillon mexicain dans le golfe du Mexique. Son naufrage a contribué à la décision du Mexique pour entrer en guerre aux côtés des Alliés.

## Historique
Le Faja de Oro est construit à l'origine par la RW Hawthorn Leslie & Company d'Hebburn-on-Tyne sous le nom de Barneson, pour le service de la Bank Line Ltd (Andrew Weir & Co), de Glasgow. Le navire est vendu une première fois à la Andrew Weir & Co en 1915 et rebaptisé Oyleric, puis une seconde fois en 1937 à la société italienne Ditta GM Barbagelata, de Gênes, et rebaptisé Genoano. Il est saisi par le gouvernement mexicain alors qu'il est amarré à Tampico (Tamaulipas), le 8 décembre 1941 et rebaptisée Faja de Oro. Désormais exploité par la société Petróleos Mexicanos (Pemex), son port d'attache est Tampico.
En mai 1942, ayant appareillé de Marcus Hook, en Pennsylvanie, pour retourner à Tampico, le Faja de Oro naviguait sans escorte et ne transportait aucune cargaison sous le commandement de Alm Gustavo Martínez Trejo, lorsqu'il est aperçu par l'U-106, commandé par le Kapitänleutnant Hermann Rasch. Le navire est torpillé à 4 h 21 le 21 mai 1942, alors qu'il navigue au large de Key West. L'attaque s'est déroulée malgré la neutralité mexicaine, vraisemblablement parce que la nationalité du navire avait été indiscernable dans l'obscurité. Le Faja de Oro est touché à l'avant par l'une des deux torpilles. L'U-106 tire ensuite un coup de grâce à 04 h 33, mais celle-ci échoue; une deuxième salve est tirée 20 minutes plus tard, l'atteignant à son milieu et l'embrasant. Il coule peu de temps après en emportant 10 membres de son équipage. 27 survivants ont ensuite été secourus. L'attaque avait été observée par un autre sous-marin allemand, l'U-753, qui l'avait également poursuivi, mais en apercevant l'U-106, n'avait pas tenté d'attaque.
Le naufrage du Faja de Oro, survenu une semaine après le naufrage du pétrolier mexicain SS Potrero del Llano le 14 mai par l'U-564 de Reinhard Suhren, contribuera à la déclaration de guerre du Mexique contre l'Allemagne le 1er juin 1942.